# Bernard B. Brown
Bernard B. Brown (La Farge, 24 de julho de 1898 — Glendale, 20 de fevereiro de 1981) é um sonoplasta estadunidense. Venceu o Oscar de melhor mixagem de som na edição de 1940 por When Tomorrow Comes.